# Liste der Monuments historiques in Bruyères-sur-Fère
Die Liste der Monuments historiques in Bruyères-sur-Fère führt die Monuments historiques in der französischen Gemeinde Bruyères-sur-Fère auf.

## Liste der Bauwerke
| Bezeichnung                        | Beschreibung                  | Standort      | Kennzeichnung | Schutzstatus | Datum | Bild           |
| ---------------------------------- | ----------------------------- | ------------- | ------------- | ------------ | ----- | -------------- |
| Schloss                            | Erbaut im 16. Jahrhundert     | Givray (Lage) | PA00115561    | Inscrit      | 1928  | weitere Bilder |
| Kirche St-Rémy                     | Erbaut im 12./13. Jahrhundert | (Lage)        | PA00115562    | Classé       | 1921  | weitere Bilder |
| Ehemaliges Kloster Le Val-Chrétien | Erbaut im 12./13. Jahrhundert | (Lage)        | PA00115560    | Inscrit      | 1928  | weitere Bilder |